# Whale Beach
Whale Beach (lit. Praia da Baleia) é um subúrbio à beira-mar ao norte de Sydney, no estado da Nova Gales do Sul, na Austrália, situado a 40 quilômetros ao norte do distrito empresarial central de Sydney, na área do governo local do Conselho de Northern Beaches. Whale Beach integra a região Northern Beaches.

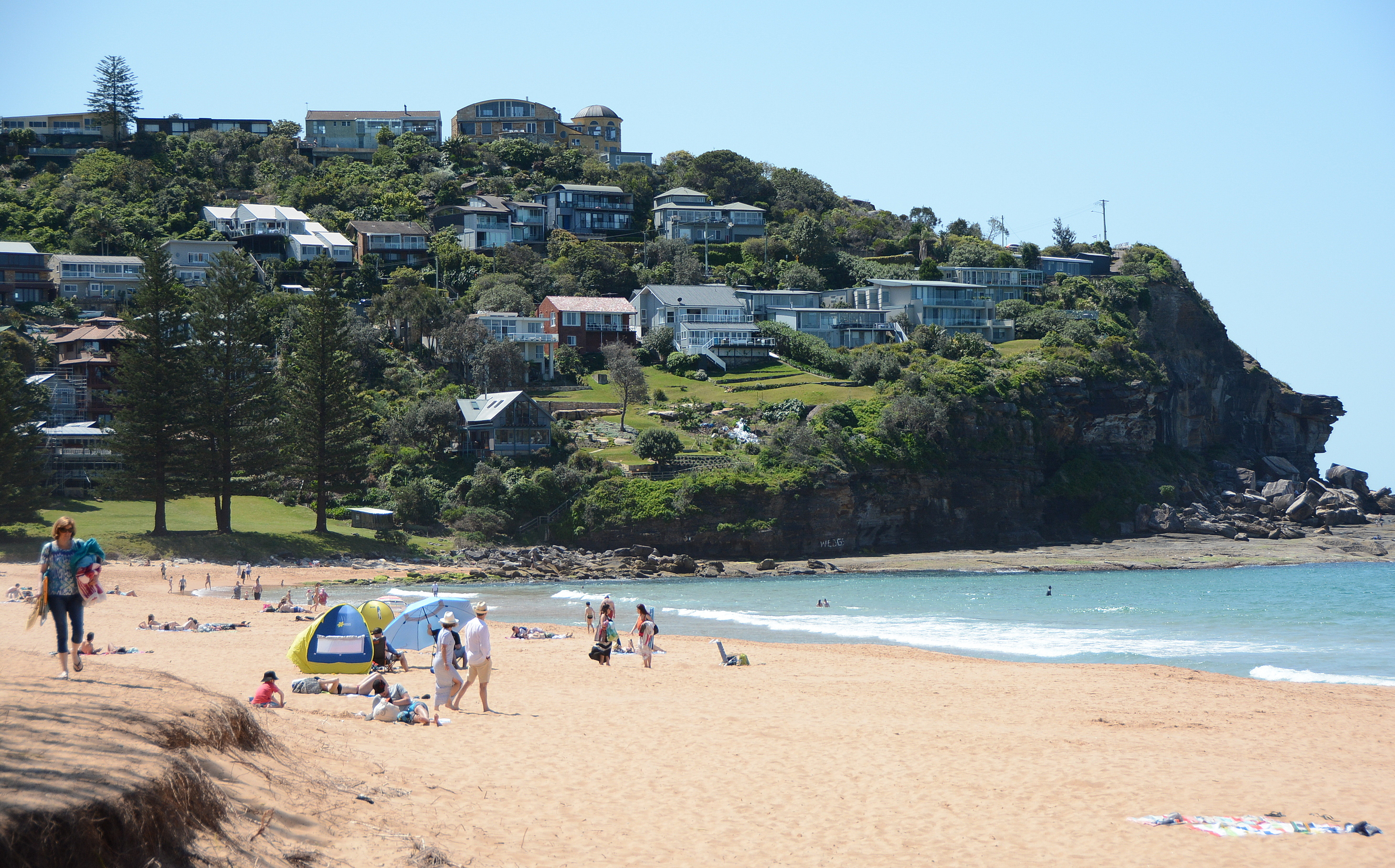
Praia da Baleia